# VirusBarrier
VirusBarrier est un antivirus professionnel édité par la société Intego pour Mac OS X. Cet antivirus propose un scanner temps réel pour détecter les virus. Ce scanner en temps réel peut être désactivé pour un ou plusieurs éléments donnés. Il fournit aussi des fonctions de pare-feu bidirectionnel, anti-hameçonnage, anti-spyware, et protège les Macs d'intrusions et attaques réseaux. Il sait également scanner les iPhone/iPod touch/iPad.
Il est décliné en une version gratuite, disponible sur le Mac App Store, VirusBarrier Express et une version intermédiaire, payante à l'achat mais dont l'abonnement aux mises à jour est gratuit, VirusBarrier Plus. La différence entre ces deux dernières versions réside dans la définition des malwares proposés. La version Express contient uniquement la base de données Mac tandis que la version Plus contient en plus celle Windows.

## Gestion des virus
VirusBarrier sait analyser les virus Windows en plus des virus MacOS, les e-mails.

## Fichiers archives lisibles
VirusBarrier sait analyser les fichiers archives suivants :
- Apple Single
- Arc
- Arj
- BZip
- Cab
- Cpt
- GZip
- HQX
- Images Disques
- Lha
- MacBinary
- Pax
- PaxGZ
- Rar
- Sit
- SitX
- Tar
- TarBZ
- TarGZ
- TarZ
- Unix Compress
- Uuencoding
- Xar
- yEnc
- Zip

## Planification
VirusBarrier sait planifier des analyses/des réparations pour un dossier ou un volume donné chaque jour ou chaque semaine pour une heure donnée.